# 1133 (عدد)
 1133 هو عدد صحيح، يلي العدد 1132 ويسبق العدد 1134.

## في الرياضيات

### خصائص
- عدد طبيعي.[3]
- عدد فردي.[4][5]

- عدد موجب،[6] السالب منه هو - 1133.[7]

## في التاريخ
- 1133 هـ هي سنة في التقويم الهجري.
- هي سنة 1133 م في التقويم الميلادي.

## وصلات خارجية
الأعداد الصاتمة، ديوان اللغة العربية.